# Lentinula edodes
La seta china o shiitake (Lentinula edodes) es una seta comestible de color marrón y aroma intenso originaria de Asia Oriental. Suele encontrarse más a menudo deshidratada que fresca y se añade a sopas, revueltos y otros platos para hacerlos más sabrosos. 

## Denominación
En todo el mundo es muy común hallarla en restaurantes chinos, donde suele llamarse sencillamente como "seta china", aunque su nombre chino es "xiānggū" (香菇) que significa "seta fragante" por su delicado aroma. En otros contextos más especializados se usa su nombre japonés shiitake (椎茸) que significa "seta de Castanopsis", cuya madera se usa como sustento para cultivarlas.
Dos variedades muy apreciadas conocidas por sus nombres chinos son dōnggū (“seta del invierno”) y huāgū (花菇, la “seta de la flor,” que tiene una flor que se agrieta en la superficie superior de la seta); ambas variedades se cultivan con temperaturas frías. También se la conoce como la "seta del bosque negro". En coreano, se la llama pyogo (hangul: 표 고; hanja: 瓢 菰) y en tailandés se la nombra como hed el (เห็ดหอม), que significa "seta fragante". 

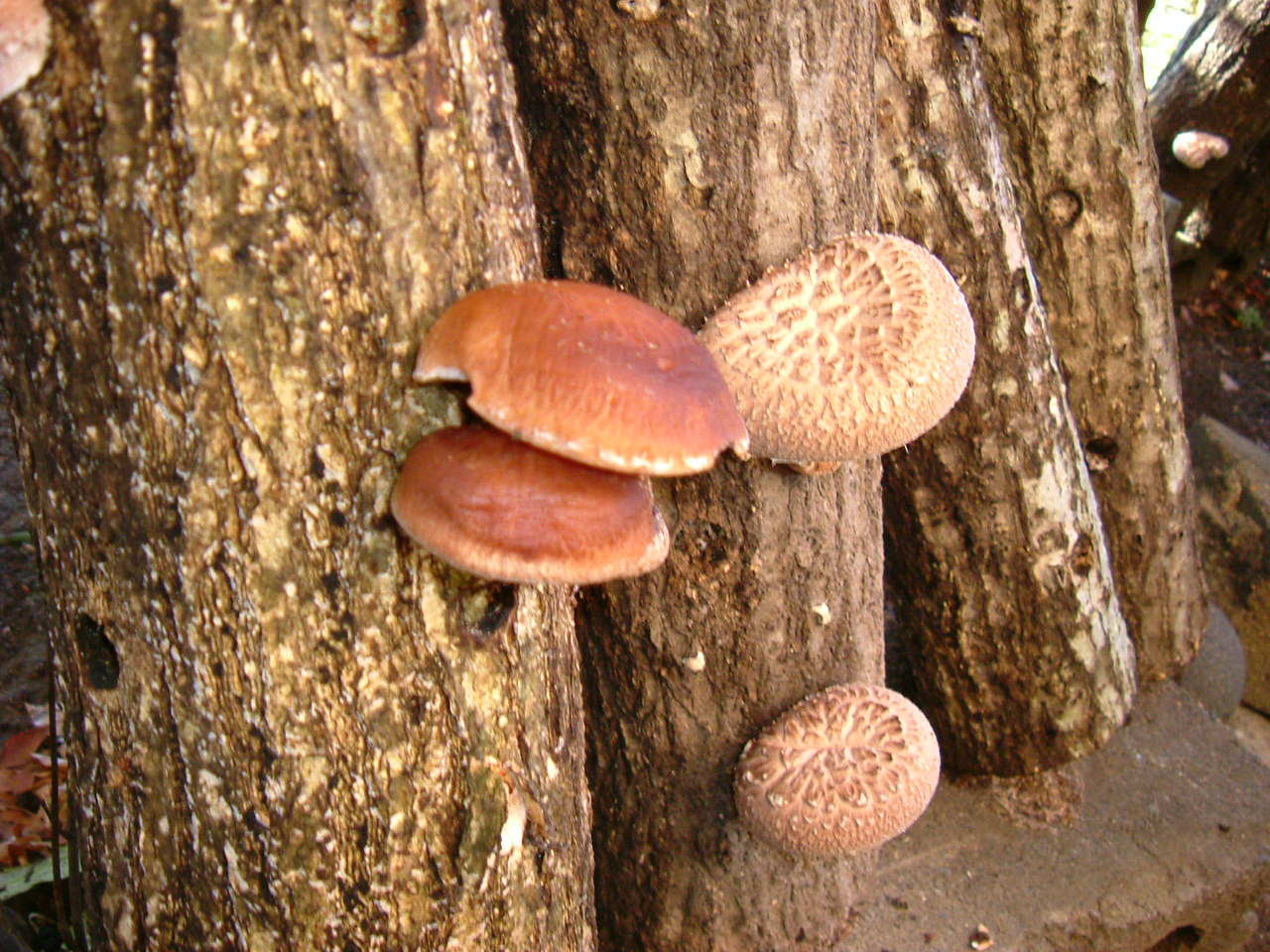
Cultivo de shiitake en Japón, sobre maderos de roble local (Quercus serrata).

## Descripción
Esta especie se caracteriza por un sombrero carnoso y convexo de color marrón rojizo, en el que se pueden observar hebras y fibrillas lanudas de color blanco. Sus láminas son apretadas y blancas, tendiendo al beige. El pie es cilíndrico, macizo y blanco, y puede tener un anillo lanudo. La pulpa es blanquecina.

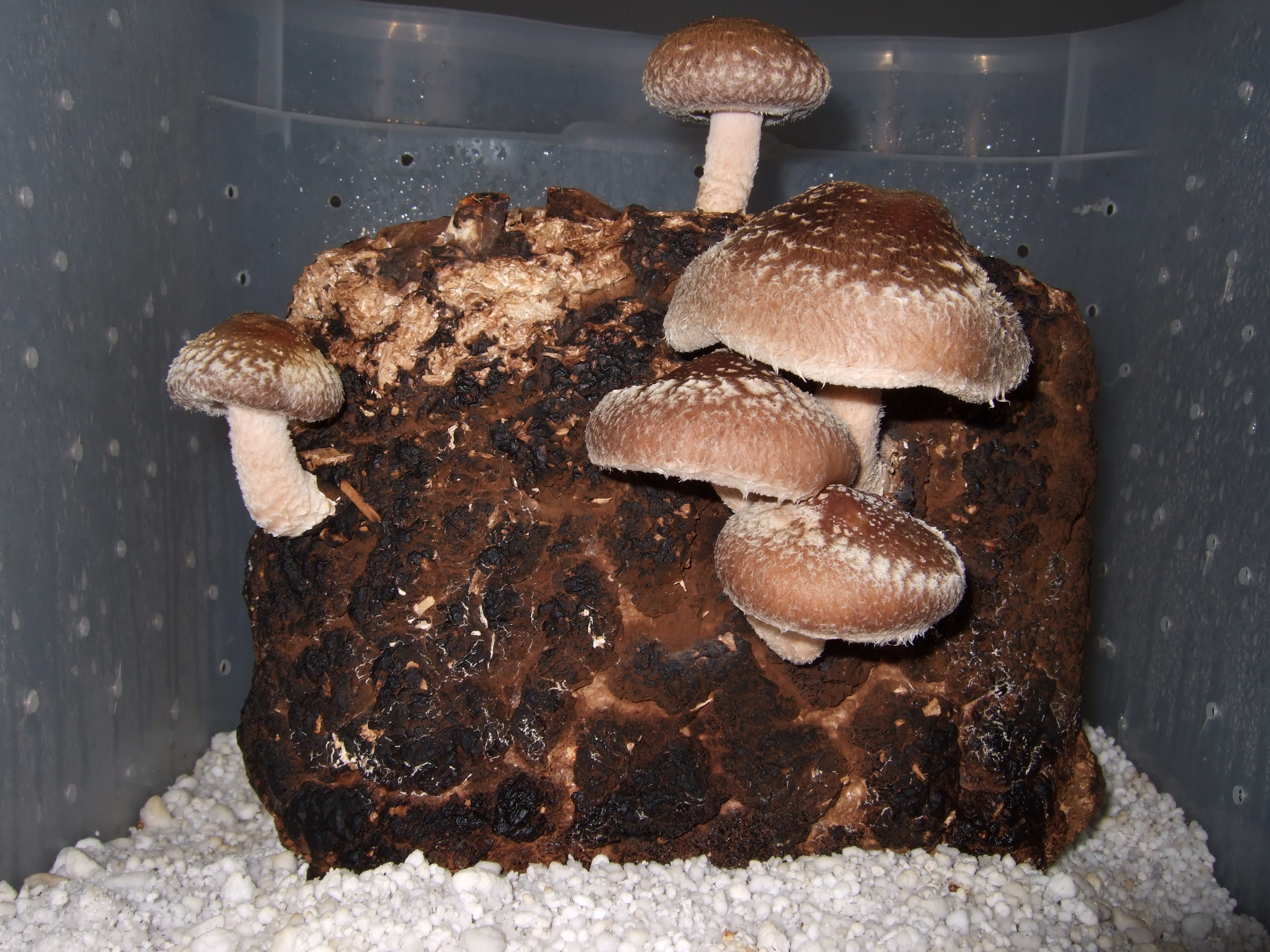
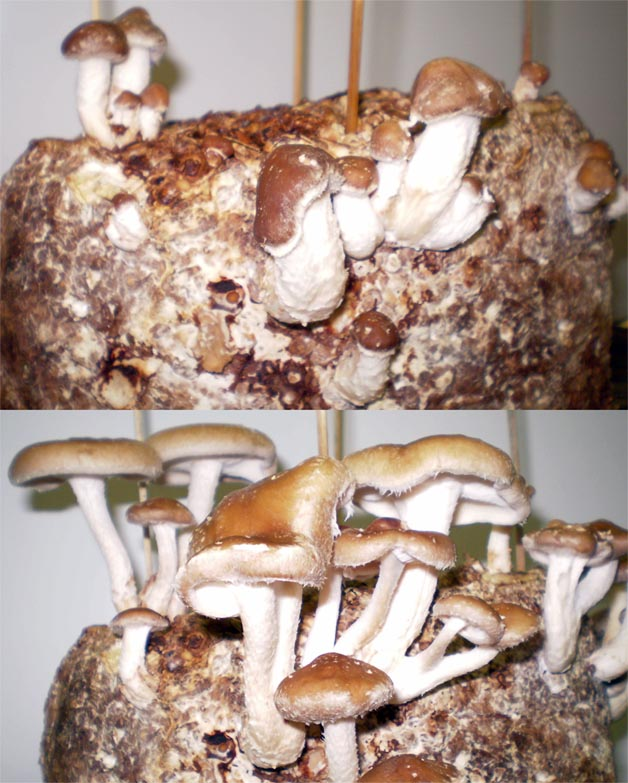
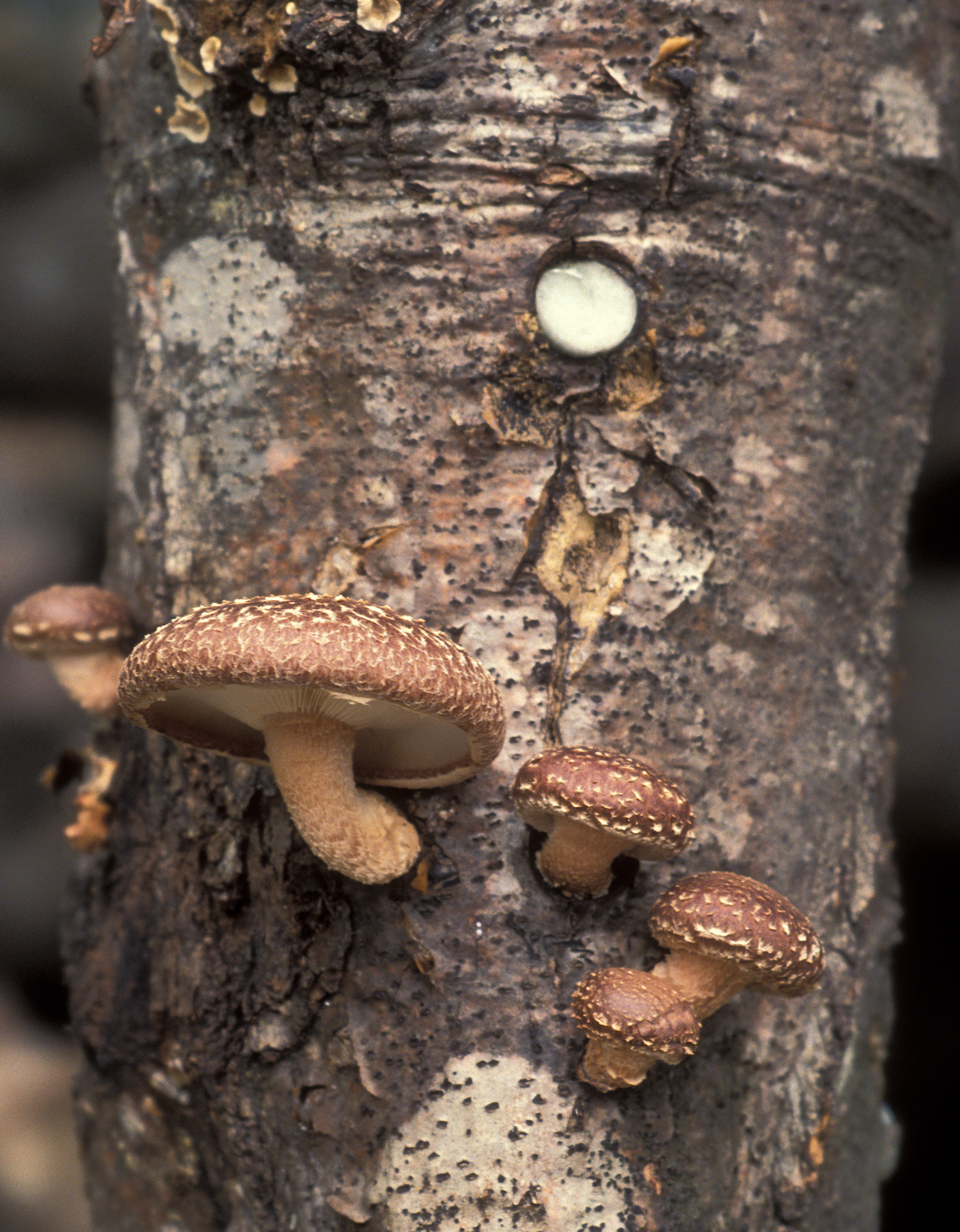
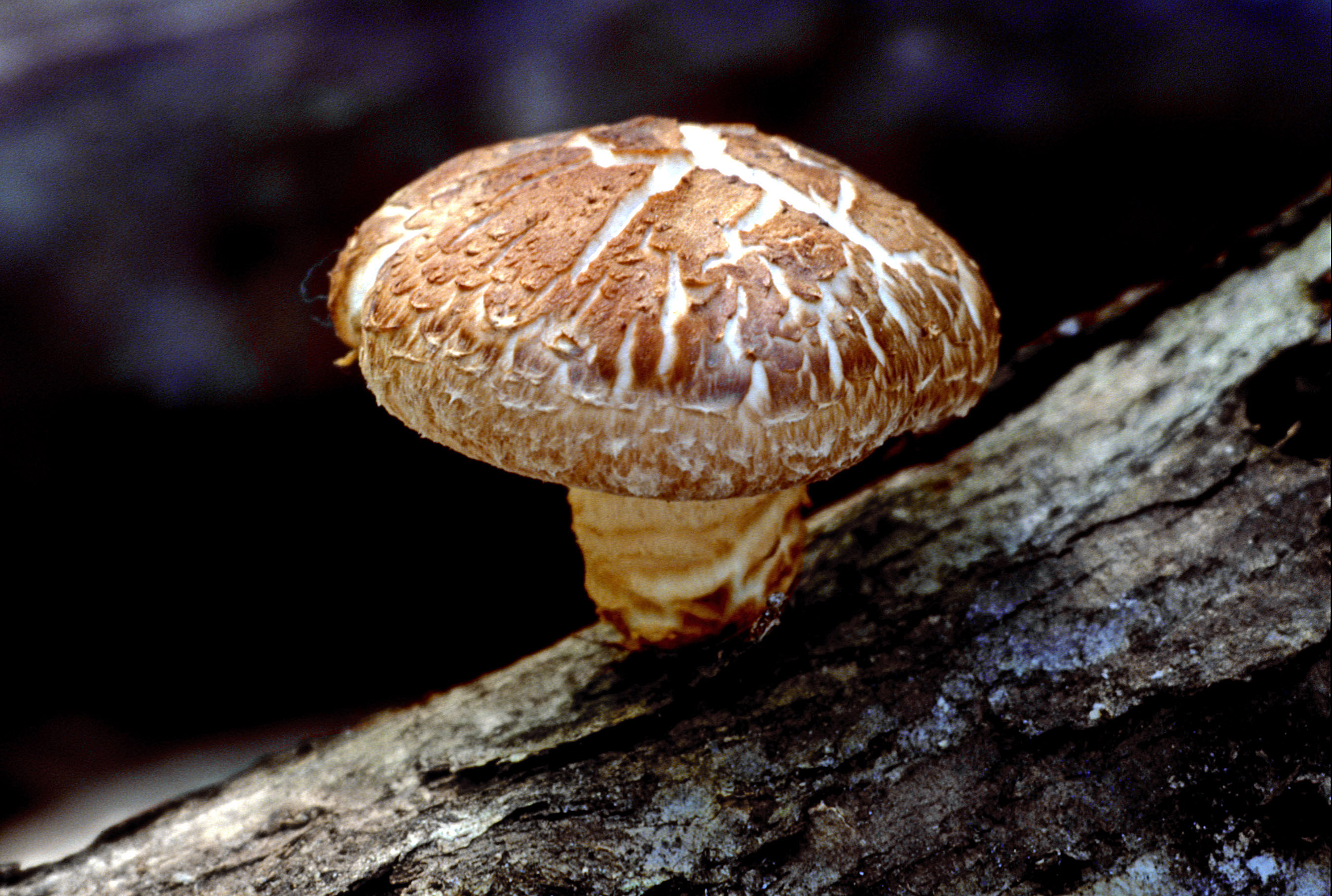

## Clasificación
La historia taxonómica del shiitake se remonta al año de 1878, cuando el botánico inglés Miles Joseph Berkeley propuso el nombre de Agaricus edodes para su clasificación. De allí en adelante, la especie fue asignada a diversos géneros, entre ellos: Collybia, Armillaria, Lepiota, Pleorotus y Lentinus (esta última dada por Singer). Recientemente Pegler denominó al shiitake Lentinula edodes por las diferencias microscópicas que existían con respecto a su última clasificación (Lentinus).

### Sinónimos y nombres obsoletos
- Agaricus edodes Berk., J. Linn. Soc., Bot. 16: 50 (1878)
- Armillaria edodes (Berk.) Sacc., Syll. fung. (Abellini) 5: 79 (1887)
- Armillaria edodes (Berk.) Sacc., Syll. fung. (Abellini) 5: 79 (1887) f. edodes
- Mastoleucomyces edodes (Berk.) Kuntze, Revis. gen. pl. (Leipzig) 2: 861 (1891)
- Cortinellus edodes (Berk.) S. Ito & S. Imai, (1938)
- Cortinellus edodes (Berk.) S. Ito & S. Imai, (1938) f. edodes
- Lentinus edodes (Berk.) Singer, Mycologia 33(4): 451 (1941)
- Collybia shiitake J. Schröt., Gartenflora 35: 105 (1886)
- Lepiota shiitake (J. Schröt.) Nobuj. Tanaka, Bot. Mag., Tokyo 3: 159 (1889)
- Cortinellus shiitake (J. Schröt.) Henn., Notizbl. Königl. bot. Gart. Museum Berlin 2: 385 (1899)
- Tricholoma shiitake (J. Schröt.) Lloyd, Mycol. Writ. 5(Letter 67): 11 (1918)
- Lentinus shiitake (J. Schröt.) Singer, Annls mycol. 34(4/5): 332 (1936)
- Lentinus tonkinensis Pat., J. Bot., Paris 4: 14 (1890)
- Lentinus mellianus Lohwag,: no. 698 (1918)
- Cortinellus edodes f. sterilis Iwade, (1944)
- Armillaria edodes f. sterilis Iwade, (1957)

## Cultivo, comercialización y consumo

### Historia
Esta seta es originaria de China, donde se ha cultivado desde hace más de 1000 años. El primer documento escrito que alude al cultivo del shiitake se remonta a Wu Sang Kwuang, quien vivió en los tiempos de la dinastía Song (960-1127).
Sin embargo, algunos documentos registran el consumo de esta seta antes de que se produjera su cultivo, hacia el año 199.
Durante la dinastía Ming (1368-1644), el médico Wu Juei escribió que la seta podría ser utilizada no solamente como alimento, sino también como remedio para algunos padecimientos, como las enfermedades respiratorias superiores, la mala circulación de la sangre, el mal de hígado, el agotamiento y la debilidad; también dijo que podría subir el qi, es decir, la energía de la vida. 
Además se pensó por la misma época y así queda registrado que el shiitake podía retrasar el envejecimiento o prevenir el envejecimiento prematuro.
Tradicionalmente, esta seta se cultivaba en forma doméstica en los troncos de un árbol, el Shii o Chinquapín, como lo llaman en Japón.

### Sistemas de producción delshiitake

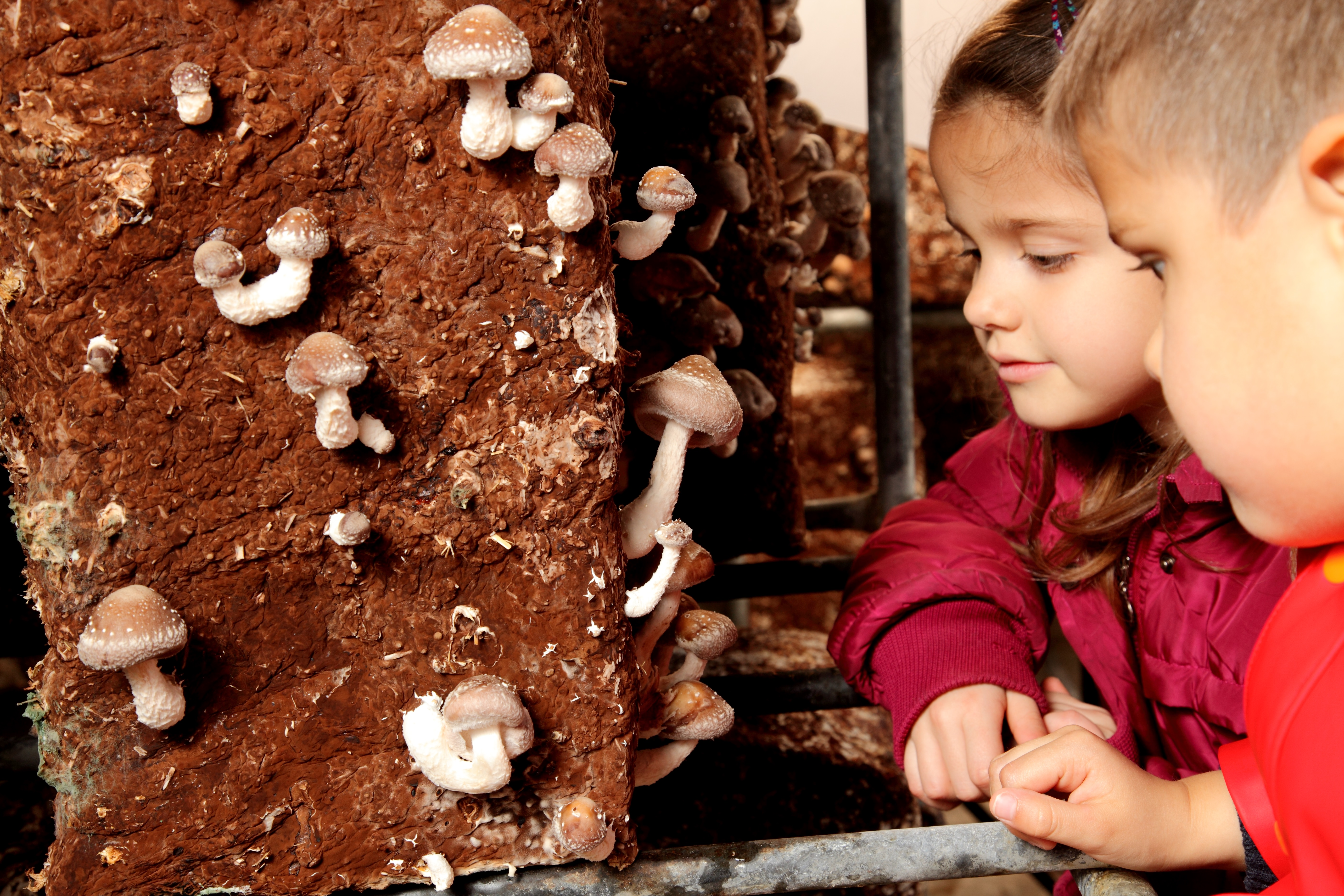
Cultivo de shiitake en Pradejón (La Rioja).

Los sistemas de producción del shiitake son básicamente dos:
1. el cultivo sobre madera, de uso tradicional
2. el cultivo sobre bloque sintético, de mayor uso en la actualidad.

#### Cultivo tradicional sobre madera
Esta forma de cultivo comprende principalmente a la inoculación de esporas en trozos de madera del mencionado Chinquapin o roble japonés. Actualmente se ha ampliado la gama de sustratos, incluyendo la madera de otras especies, como el roble o eucaliptos, que se obtiene al cortar árboles en pie, en troncos de una longitud que puede variar entre 1.0 y 1.2 m. y un diámetro que va desde los 10 a los 15 cm. Estos troncos son los que finalmente son inoculados con el hongo, mediante agujeros en su corteza donde se deposita el micelio del hongo.

#### Cultivo sobre bloque sintético
El cultivo de este hongo basado sobre bloque sintético, desarrollado en 1986 en la provincia de Fujian (China), consiste en la elaboración de un sustrato artificial como superficie productiva del shiitake, formulado y complementado principalmente con serrín de madera dura no aromática, salvado de cereales, carbonato de calcio y yeso como suplementos nutricionales y utilizando algún tratamiento térmico para su desinfección. Esta innovación, que permite una mayor velocidad de crecimiento del inóculo con respecto al cultivo sobre madera y una disminución en la duración total del ciclo productivo (entre tres y cuatro meses), fue un factor que incrementó la producción del hongo en China y en el resto del mundo, permitiendo el cultivo masivo. Desde el desarrollo de esta técnica, el cultivo de shiitake ha crecido más de 20 veces en 15 años desde 1987, cuando China terminó por desplazar a Japón como productor principal, dominando el mercado mundial desde entonces.

### Comercialización y consumidores
Este hongo es comercializado como producto fresco, seco o semi manufacturado. Actualmente, Japón tiene el mayor consumo per cápita del mundo, con 2.17 kg por persona al año.
China, Japón, Taiwán y Corea del Sur son tanto los principales países productores como consumidores (sumados, llegan al 98,5% del total mundial). En Latinoamérica, México lleva la delantera en producción, consumo y exportación. Estados Unidos es actualmente uno de los mayores consumidores de shiitake seco proveniente de Japón, cuya importación supera los seis millones de dólares anuales. 
| Rang | País          | Consumo per cápita aproximado en la década de los 1990 (en g) | Consumo per cápita aproximado desde 2000 hasta 2006 (en g) | Incremento |
| ---- | ------------- | ------------------------------------------------------------- | ---------------------------------------------------------- | ---------- |
| 1    | Hong Kong     | 5432                                                          | 6180                                                       | 13,8%      |
| 2    | Singapur      | 3464                                                          | 4450                                                       | 28,5%      |
| 3    | Japón         | 1808                                                          | 2000                                                       | 10,6%      |
| 4    | Taiwán        | 1368                                                          | 1448                                                       | 5,8%       |
| 4    | Malasia       | 594                                                           | 657                                                        | 10,6%      |
| 4    | Corea del Sur | 670                                                           | 616                                                        | 8,1%       |
| 4    | Canadá        | 334                                                           | 404                                                        | 42,9%      |
| 4    | China         | 167                                                           | 358                                                        | 114,4%     |
| 4    | EE. UU.       | 112                                                           | 160                                                        | 42,9%      |

Fuente: Wu, J.L. – Shiitake production in China. Agricultural Press, Beijing, China (2000).

### Mayores productores y producción mundial
En los últimos 40 años, el mercado mundial de hongos comestibles en general ha experimentado un crecimiento anual de 4.3 %, de acuerdo con los datos obtenidos de la Organización de las Naciones Unidas para la Alimentación y la Agricultura, ONUAA (o FAO por sus siglas en inglés: Food and Agriculture Organization). Este crecimiento se debe principalmente a mejoras en las tecnologías de producción, que posibilitan tener mejores precios y un mayor volumen. 
China ha liderado el mercado global junto a otros países asiáticos, a saber Taiwán y Japón, entre otros. Sin embargo, la explotación industrial y comercial del hongo shiitake se ha extendido ampliamente en Europa y América por las características nutricionales mencionadas con antelación. Es el segundo hongo comestible más cultivado en el mundo y el primero dentro de la categoría de “exótico”.
En 1974, la producción mundial se estimó en alrededor de 143.000 toneladas, de las cuales Japón representaba el 94,5% del total, China el 4,2%, Taiwán el 1,1% y Corea del Sur el 0,2%. En 1997, la producción de shiitake de China representó el 85,1% del total mundial. Su cultivo constituía el 10% de la producción mundial de hongos.
| Rang | País   | Producción en 1985 (en Tsd. t) | %    | Producción en 1991 (en Tsd. t) | %    | Producción en 1994 (en Tsd. t) | %    | Producción en 1997 (en Tsd. t) | %    |
| ---- | ------ | ------------------------------ | ---- | ------------------------------ | ---- | ------------------------------ | ---- | ------------------------------ | ---- |
| 1    | China  | 35                             | 13,9 | 266                            | 54,7 | 438,2                          | 71   | 537,6                          | 71,1 |
| 2    | Japón  | 159                            | 63,3 | 149,2                          | 32,2 | 132,5                          | 21,5 | 115,3                          | 16,5 |
| 3    | Corea  | 16,4                           | 6,5  | 12                             | 2,6  | 15,4                           | 2,5  | 11,9                           | 1,7  |
| 4    | Taiwán | 34,3                           | 13,6 | 25,8                           | 5,6  | 19,6                           | 3,3  | 18,9                           | 2,7  |
| 5    | Otros  | 6,6                            | 2,6  | 10,2                           | 2,2  | 11,9                           | 1,9  | 14                             | 2    |
| 6    | Total  | 251,4                          | -    | 463,2                          | -    | 617,6                          | -    | 697,7                          | -    |

Fuente: OEI – ). “Letinula edodes (shiitake) cultivation on sterilized substrates, on wood logs.” In: Mushroom Cultivation. 3rd ed. Leiden, the Netherlands: Backhuys. (2003)

## Gastronomía

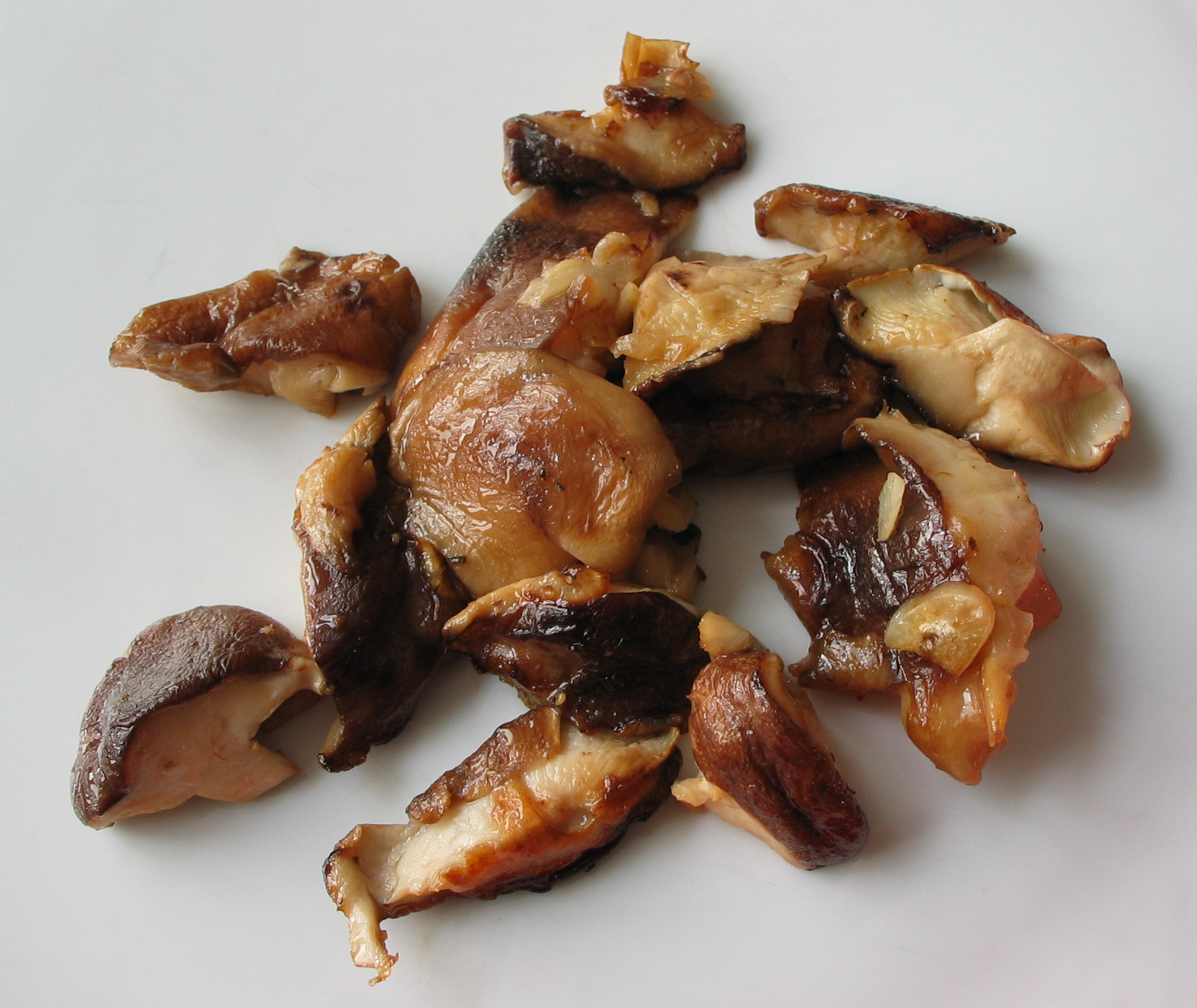
Trozos salteados de Lentinula edodes

El shiitake es una de las fuentes de proteína en la dieta de la población de varios países orientales. Tiene muchos usos en la cocina china o japonesa, así como en otras tradiciones culinarias del este y sureste asiático menos divulgadas.
Este hongo se sirve como parte de la sopa de miso, y también de un plato de pescado muy difundido llamado dashi, además de formar parte de un buen número de recetas preparadas al vapor.
En Tailandia el shiitake se consume tanto frito como cocido al vapor. A menudo el shiitake se seca y se vende como alimento envasado en paquetes; una vez desecado debe ser rehidratado empapándolo en agua antes de proceder a su consumo. Mucha gente prefiere el shiitake fresco al seco, considerando que el proceso de secado al sol hace que se pierda parte del sabor umami de las setas.
Los pies del shiitake se utilizan raramente por su dureza, pues tardan más tiempo en cocerse que los sombreros.
Actualmente las setas de shiitake han llegado a ser populares en muchos otros países fuera de aquellos donde su consumo es tradicional.

## Presencia de formaldehído
La presencia de formaldehído en estos hongos puede suponer un problema si se consumen habitualmente. La heterogeneidad del contenido de formaldehído hace aún más difícil evaluar con precisión la intoxicación inducida por el consumo de este hongo. Las dosis/peso/día han sido definidas por la OMS y diversos organismos estatales como la FSA o la AFSSA, con variaciones según el país
El formaldehído está reconocido como carcinógeno humano. Las recomendaciones sanitarias son unánimes para limitar la exposición a este contaminante y animar a reducir al máximo nuestra exposición.

## Propiedades medicinales
L. edodes contiene lentinano, un betaglucano que forma la pared celular, al que se atribuyen sus propiedades. 
Hasta el momento, no hay resultados de estudios biomédicos de tercera fase; los resultados de un número reducido de estudios preliminares in vitro y en modelos animales sugieren que el lentinano puede tener propiedades adyuvantes en la lucha contra algunos tipos de tumores cuyas células ya han sido marcadas por el sistema inmunitario.
Un estudio de 2009 encontró actividad antimicrobiana de los extractos de L. edodes. Pero también advierte de una eventual consecuencia indeseable de su uso incontrolado, ya que puede promover la resistencia microbiana, del mismo modo que está sucediendo por el uso inadecuado y sistemático de los antibióticos de síntesis.
Debido a su condición como alimento, el shiitake se comercializa también como complemento alimenticio en forma de extracto seco en cápsulas, algunas de las cuales están concentradas en lentinano, KS2, AC2P y polisacáridos de betaglucano.
El shiitake podría tener una acción anticancerígena. 

## Dermatitis flagelar
Aunque se consume ampliamente en Asia, el shiitake puede causar “toxidermia” (erupciones cutáneas) que antes sólo se conocía en Japón y ahora se describen también en Europa (Reino Unido, Francia). Esta erupción es regresiva. Su mecanismo no está claro y podría tratarse más de una intolerancia a uno de sus componentes, el lentinano, un polisacárido, que de una reacción alérgica Las recomendaciones actuales son no consumir este hongo crudo o insuficientemente cocido, e independientemente del modo de presentación (fresco, seco y luego rehidratado en agua, polvo o infusión).

## Biorremediación
Este hongo ha sido probado para biodegradar ciertos productos tóxicos o ecotóxicos, capacidad probada en Portugal en un pesticida desherbante: el diflufenicanil.